# Чёрная пантера (фильм, 1921)
«Чёрная пантера» (нем. Die schwarze Pantherin) — немецкий немой фильм 1921 года режиссёра Йоханнеса Гутера по мотивам пьесы «Чёрная пантера и Белый медведь» Владимира Винниченко. Консультантом по украинским мотивам выступил Виктор Аден.

## Сюжет
Молодой художник Корней возвращается в свою маленькую украинскую крестьянскую деревню после обучения живописи в городе. Его ждут не только родные места, но и дочь управляющего имением Рита, влюблённая в него.
Однажды в деревню приезжает агент в поисках крестьянской живописи. Он обращает внимание на одаренность Корнея. Корней поначалу отказывается продавать картины, но под уговорами Риты, мечтающей вырваться из деревенской глуши, уступает, и они отправляются в город.
Известный критик Мулин, увидев картины Корнея, в восторге от его крестьянской живописи, и величает его «мастер примитивизма». На Корнея сваливается слава и соблазны: Вера, молодая элегантная светская львица, пишет лестную статью о молодом художнике и вводит Корнея в общество местной богемы.
Тем временем Рита беременеет, пара женится. Вера же комментирует это с покровительственно-уничижительным сарказмом: художник, который женился, погиб для искусства. После такой характеристики картины Корнея не пользуются спросом. В это время ребенок тяжело заболеет, полученные ранее деньги уходят на дорогое лечение.
И тут критик Мулин, который давно положил глаз на Риту, убеждает её уйти от нищего художника к нему. Рита надеясь, что это всколыхнёт ревность и талант Корнея, соглашается. Корней какое-то время остаётся странно бездействующим, но вскоре уходит с головой в творчество, вновь добивается признания. Он отвоевывает Риту… и в то же время не в силах простить ей измену.
Внезапная смерть ребёнка объединяет их в горе, Рита и Корней понимают, что жизнь в городе не принесла им счастья, и решают вернуться в деревню.

## В ролях
- Елена Полевицкая — Рита
- Юрий Юровский — Корней, художник
- Ойген Бург — Мулин, искусствовед
- Ксения Десни — Вера, светская львица
- Аделе Сандрок — хозяйка арт-салона
- Герман Валлентин — Антоний, поэт
- Леонард Хаскель — агент
- Фридрих Кюне — врач
- Иван Булатов — отец Риты, управляющий поместьем
- Вильгельм Дигельманн — Корней в старости

## Критика
Критика с восторгом отзывалась о фильме, «Das Kino-Journal» писал: «этот фрагмент из бытия художника и мира ощущений женщины, представленный нам, великолепно изображенный, в великолепных картинах, таит в себе все факторы успеха», в журнале «Der Filmbote» отмечал: «это масштабная культурная картина из современной жизни, захватывающая красочностью образов и оригинальностью сюжета. Изысканный режиссер, который превосходно справляется с очень тщательно подобранным ансамблем известных актеров, сумел добиться наибольшего эффекта от каждой сцены».
Однако, с восхитительной критикой были согласны не все, так, посмотревший фильм художник И. Я. Билибин в частном письме от 21 мая 1922 года писал:

Вся игра основана на неестественной и напряженной до последнего градуса истеричности. Художник (я бы повесил этого актёра на первом дереве!) всё время смотрит сумасшедшими глазами, то крадется, как тигр, то как-то дико каменеет. Работает с деланным «надрывом». Есть там и страшная красавица, футуристическая эстетка, сталкивающая художника с пути его семейной жизни, и, наконец, жена художника, эта самая актриса Полевицкая, верх истерики и невыносимого мелодраматизма.